# Star Falls
Star Falls è una serie televisiva commedia americana creata da George Doty IV, andata in onda su Nickelodeon a partire dal 31 marzo 2018 al 2 settembre 2018. In Italia andrà in onda su TeenNick a partire dal 13 settembre 2018.

## Trama
Craig Brooks è un popolare attore di Hollywood, padre di Diamond, Phoenix e Bo Brooks. Per girare il suo ultimo film, si trasferisce nella città di Star Falls, dove la figlia Diamond fa amicizia con una ragazza del posto, Sophia Miller.

## Personaggi e interpreti
- Sophia Miller, interpretata da Siena Agudong, doppiata da Beatrice Maruffa.
- Beth Miller, interpretata da Elena V. Wolfe, doppiata da Francesca Manicone.
- Craig Brooks, interpretato da Dion Johnstone, doppiato da Claudio Moneta.
- Phoenix Brooks, interpretato da Jadiel Dowlin, doppiato da Mirko Cannella.
- Bo Brooks, interpretato da Marcus Cornwall, doppiato da Giulio Bartolomei.
- Nate Rex, interpretato da Tomaso Sanelli, doppiato da Riccardo Suarez.
- Lou, interpretata da Shawn Lawrence.
- Ginger, interpretato da Liz Johnston.

## Produzione
Il 13 novembre 2017 è stata prodotta la serie TV Star Falls con una prima stagione di 20 episodi.

## Episodi
| Stagione       | Episodi | Prima TV USA | Prima TV Italia |
| -------------- | ------- | ------------ | --------------- |
| Prima stagione | 20      | 2018         | 2018 - 2019     |